# Monistrol-d’Allier
Monistrol-d’Allier település Franciaországban, Haute-Loire megyében. Lakosainak száma 219 fő (2022. január 1.). Monistrol-d’Allier Alleyras, Cubelles, Prades, Saint-Bérain, Saint-Jean-Lachalm, Saint-Préjet-d’Allier, Saugues és Saint-Privat-d’Allier községekkel határos.

## Népesség
A település népességének változása:
| Lakosok száma | 490  | 340  | 312  | 219  | 206  | 198  | 202  | 211  | 213  | 219  |
|               | 1968 | 1982 | 1990 | 2006 | 2013 | 2015 | 2017 | 2019 | 2020 | 2022 |